# Aspidorhynchiformes
De Aspidorhynchiformes zijn een orde van uitgestorven straalvinnige beenvissen, dicht bij de oorsprong van de Teleostei. Ze leefden tussen het Midden-Jura en het Laat-Krijt (ongeveer 168 - 66 miljoen jaar geleden) en hun fossiele overblijfselen zijn gevonden op alle continenten, inclusief Antarctica.

## Naamgeving
De orde van de Aspidorhynchiformes werd in 1859 door de Nederlandse icthyoloog Pieter Bleeker benoemd om plaats te bieden aan sommige soorten vissen met een langwerpig lichaam en een puntig rostrum, typisch voor het Jura en het Krijt.

## Beschrijving
Deze vissen worden gekenmerkt door een langwerpig en slank lichaam, maar vooral door de aanwezigheid van een rostrum gevormd door het dermethmoïde en de premaxillae; het rostrum was langwerpig en puntig en hing over de onderkaak, naar voren uitstekend. Bij sommige vormen (Aspidorhynchus) was het rostrum matig langwerpig, terwijl het bij andere (Belonostomus) aanzienlijke lengten bereikte; bij weer andere (Vinctifer) was het vrij kort en ten slotte bij Richmondichthys was het bijna afwezig. Naast deze kenmerken bezaten de aspidorhynchiformen een mediaan predentaal bot en waren de flanken van hun lichaam bedekt met zeer hoge en smalle horizontale schubben, waarvan het buitenoppervlak gewoonlijk bedekt was met een dikke laag ganoïne (met uitzondering van Aspidorhynchus).
Het type schubben bij aspidorhynchiformen is eigenaardig en morfologisch worden drie groepen van longitudinale reeksen schubben onderscheiden: de dorsale, laterale en ventrale schubben. De dorsale schubben bestaan uit een mediane rij peervormige elementen, uitgelijnd langs de dorsale mediaanlijn, lateraal en ventraal gevolgd door een variabel aantal longitudinale rijen van min of meer vierhoekige dorsale schubben. De zijschubben bestaan uit drie longitudinale rijen diepe rechthoekige elementen, terwijl de ventrale uit meerdere longitudinale rijen lage rechthoekige schubben bestaan die de buik van de vis bedekken. Van de drie longitudinale rijen laterale schubben omvat de meest dorsale rij de lateraallijn en de schubben in de centrale rij zijn over het algemeen de hoogste.

## Fylogenie
Door sommigen beschouwd als vergelijkbaar met de zogenaamde archaïsche ganoïde vissen, ooit ingedeeld bij de Palaeonisciformes, lijken de Aspidorhynchiformes zeer dicht bij de Teleostei te staan, de meest gediversifieerde en meest wijdverbreide groep hedendaagse beenvissen. Nauw verwant aan de Aspidorhynchiformes lijken de Pachycormiformes te zijn geweest, ook uit het Jura en het Krijt; deze twee groepen worden beschouwd als onderdeel van een clade die bekend staat als de Aspidorhynchei, beschouwd als de meest basale onder de Neopterygii en dicht bij de Teleostei staand.
De Aspidorhynchiformes omvatten enkele vormen van onzekere classificatie, zoals de raadselachtige Richmondichthys van Australië, en de Aspidorhynchidae-familie, waaronder de bekende Aspidorhynchus en Belonostomus en mogelijk Vinctifer. Resten van Aspidorhynchiformes zijn met zekerheid bekend uit lagen van het Midden-Jura, toe te schrijven aan het geslacht Aspidorhynchus, maar waarschijnlijk is deze groep al in het Vroeg-Jura ontstaan; de laatst bekende Aspidorhynchiformes (Belonostomus tenuirostris) stammen uit het Laat-Krijt. Er zijn enkele fossielen waarvan ooit is aangenomen dat ze afkomstig waren uit het Noord-Amerikaanse Vroeg-Paleoceen, maar het is waarschijnlijk dat deze overblijfselen stammen uit herwerkte Krijtlagen.

## Paleo-ecologie
De Aspidorhynchiformes lijken, dankzij hun slanke lichaam en de plaatsing van de bijzonder achterwaartse vinnen, snelle en behendige vissen te zijn geweest; het waren meestal roofdieren met scherpe tanden, hoewel sommige vormen, zoals de ongewone Richmondichthys, mogelijk planktivoor waren.

## Taxonomie
- Orde †Aspidorhynchiformes Bleeker 1859
  - †Jonoichthys Gouiric-Cavalli 2015
  - †Ophirachis Costa 1854
  - †Platycerhynchus Costa 1864
  - †Pseudovinctifer Arratia 2015
  - †Richmondichthys Bartholomai 2004
  - Famiglia †Aspidorhynchidae Bleeker 1859 [Vinctiferidae Silva Santos 1990; Diphyodontidae Jordan 1923]
    - †Aspidorhynchus Agassiz 1833 non Fitzinger 1843
    - †Belonostomus Agassiz 1834 [Dichelospondylus Costa 1856; Hemirhynchus Kner 1867 non Agassiz 1844 non Hodgson 1843; Diphyodus Lambe 1902]
    - †Vinctifer Jordan 1920